# Аспара (Ніноцмінда)
Аспара (груз. ახალი ხულგუმო) — село в Грузії.
За даними перепису населення 2014 року в селі проживає 0 осіб.